# Hybomitra harai
Hybomitra harai är en tvåvingeart som beskrevs av Hayakawa och Takahasi 1976. Hybomitra harai ingår i släktet Hybomitra och familjen bromsar. Inga underarter finns listade i Catalogue of Life.